# Закоркин, Николай Степанович
Николай Степанович Закоркин (22 февраля 1917 — 8 октября 1944) — участник Великой Отечественной войны, старший сержант, член ВКП(б). Герой Советского Союза (24 марта 1945 посмертно).

## Биография
Николай Степанович Закоркин (при рождении — Закорко) родился 27 февраля 1917 года в посёлке Стрункинский, Маслянской волости, Ишимского уезда, Тобольской губернии (ныне Сладковский район Тюменской области) в крестьянской семье. Рос без отца, окончив четыре класса школы, с 13 лет работал в колхозе, помогая матери растить трёх сестёр: Марию, Федосью и Александру. После того, как мать вторично вышла замуж, переехал с семьёй в Новоандреевку (также в Сладковском районе). В 1934 году, работая с отчимом, Фёдором Сидоровичем Пивоваровым, в «Заготзерне», Николай познакомился со своей будущей женой Марией Евдокимовой Метелицей. Они поженились через два года.
В 1938 году был призван на действительную службу в РККА. Служил в Сибирском военном округе, уволен в запас в 1940 году. В 1941 году устроился путевым рабочим на Омскую железную дорогу. Жена Мария родила Николаю сына и к началу войны была беременна дочерью.
В июне 1941 года вторично призван в армию Маслянским райвоенкоматом Омской области. По окончании школы сержантов направлен на фронт, в боевых действиях принимал участие с февраля 1942 года на Волховском, а затем на Карельском фронте. К июлю 1943 года имел звание старшего сержанта и был назначен помощником командира разведывательного взвода 2-го отдельного лыжного батальона 2-й отдельной лыжной бригады Карельского фронта, державшей оборону вдоль северо-восточного побережья Сегозера. К октябрю того же года 15 раз успешно побывал во вражеском тылу, несколько раз добывал пленных, 4 ноября 1943 года награждён орденом Красной Звезды. В июле 1944 года, в составе 33-й лыжной бригады, в разгар боя Закоркин заменил погибшего командира взвода и во главе бойцов взвода ворвался в траншеи противника; 25 августа 1944 года награждён орденом Отечественной войны 1-й степени, а 30 августа — вторым орденом Красной Звезды.
После расформирования 33-й лыжной бригады большая часть её личного состава, включая старшего сержанта Закоркина, была направлена на доукомплектование 65-й стрелковой Новгородской Краснознамённой дивизии. В её составе под начало Закоркина поступило отделение 3-й стрелковой роты 60-го стрелкового полка, и с ней он принял участие в Свирско-Петрозаводской и Петсамо-Киркенесской операциях. В первый день последней, 7 октября 1944 года, его полк должен был овладеть высотой Большой Кариквайвишь — основным опорным пунктом первого рубежа обороны противника. Закоркин со своим отделением, скрытно подобравшись к неприятельскому дзоту, уничтожил связкой гранат расчёты противотанковой пушки и станкового пулемёта, затем лично подавил гранатой вторую огневую точку, позволив своим бойцам продолжить наступление, и водрузил на вершине высоты красный флаг. Партработник К. Ф. Калашников в своих мемуарах пишет: 

Закоркин со своим отделением с самого начала атаки шел в первой цепи. Дорогу преградил огонь из вражеского дзота. Приказав подчиненным стрелять по амбразуре, Закоркин пополз в обход, пролез через проволочное заграждение и забросал дзот противотанковыми гранатами. Но не успели разделаться с этой огневой точкой, ожила соседняя, снова прижав к земле роту. Закоркин и на этот раз сумел незаметно подобраться к противнику и бросил гранату в амбразуру. Рота ринулась вперед и завязала рукопашную схватку во вражеской траншее. Так, преодолевая одно препятствие за другим, старший сержант прокладывал дорогу к вершине горы, не расставаясь с алым флагом на коротком древке. Перед боем старший сержант наказал своим подчиненным: если он не дойдет, пусть флаг примет тот, кто окажется поблизости от него. Но флаг надо донести обязательно!
В ходе дальнейших боевых действий командир взвода Закоркина был тяжело ранен и старший сержант взял командование взводом на себя. Противник, потеряв опорную высоту Карикайвишь, отступил за реку Титовку, взорвав за собой мост. Однако стрелковый взвод под командованием Закоркина под вражеским огнём вброд форсировал реку, закрепился на плацдарме на её западном берегу и обеспечил быструю переправу остального полка и окружение немецких частей. В ходе этого боя, 8 октября 1944 года, старший сержант Николай Закоркин погиб. 24 марта 1945 года ему было посмертно присвоено звание Героя Советского Союза.
Был похоронен в братской могиле на 29-м километре дороги Лиинахамари—Никель (Печенгский район Мурманской области). Оставил после себя жену Марию, сына Анатолия и дочь Надежду.

## Награды
- Медаль «Золотая Звезда» Героя Советского Союза
- орден Ленина
- орден Отечественной войны 1-й степени
- два ордена Красной Звезды

## Память
Именем Николая Закоркина на его родине, в селе Сладково Тюменской области, названа улица. Его имя присвоено дому культуры на станции Новоандреевская Сладковского района Тюменской области. Большой морозильный траулер Мурманского порта также носит имя Николая Закоркина.